# Agesilau de Aguiar
Monsenhor Agesilau de Aguiar (Tianguá, 9 de maio de 1879 — Sobral, 4 de fevereiro de 1957), mais conhecido como Monsenhor Agesilau de Aguiar ou Monsenhor Aguiar foi um religioso e sacerdote católico brasileiro.

## Estudos
Monsenhor Aguiar iniciou seus estudos aos 15 anos no secundário diocesano de Fortaleza, onde permaneceu até 1895. Em 1898 recebeu o título de licenciado em Teologia e presbiteriano, em Roma, e um ano depois concluiu o doutorado. 
Aos 20 anos foi nomeado prefeito da divisão de São Luis Gonzaga.

## Ordenação
Sua ordenação foi realizada na capela do Colégio Germânico em 28 de outubro de 1902, em Roma, onde celebrou sua primeira missa, aos 23 anos. Regressou ao Brasil em 02 de novembro de 1903, de onde foi convidado para exercer o cargo de secretário do bispado durante um ano, na Diocese do Amazonas. De lá foi designado para uma missão no Acre onde ficou até 1909, retornando para Manaus onde exerceu o cargo de secretário do bispado até 1912, aos 33 anos de idade.
Em 1918, então com 39 anos, foi nomeado vigário de Tianguá, tomando posse em 01 de fevereiro.

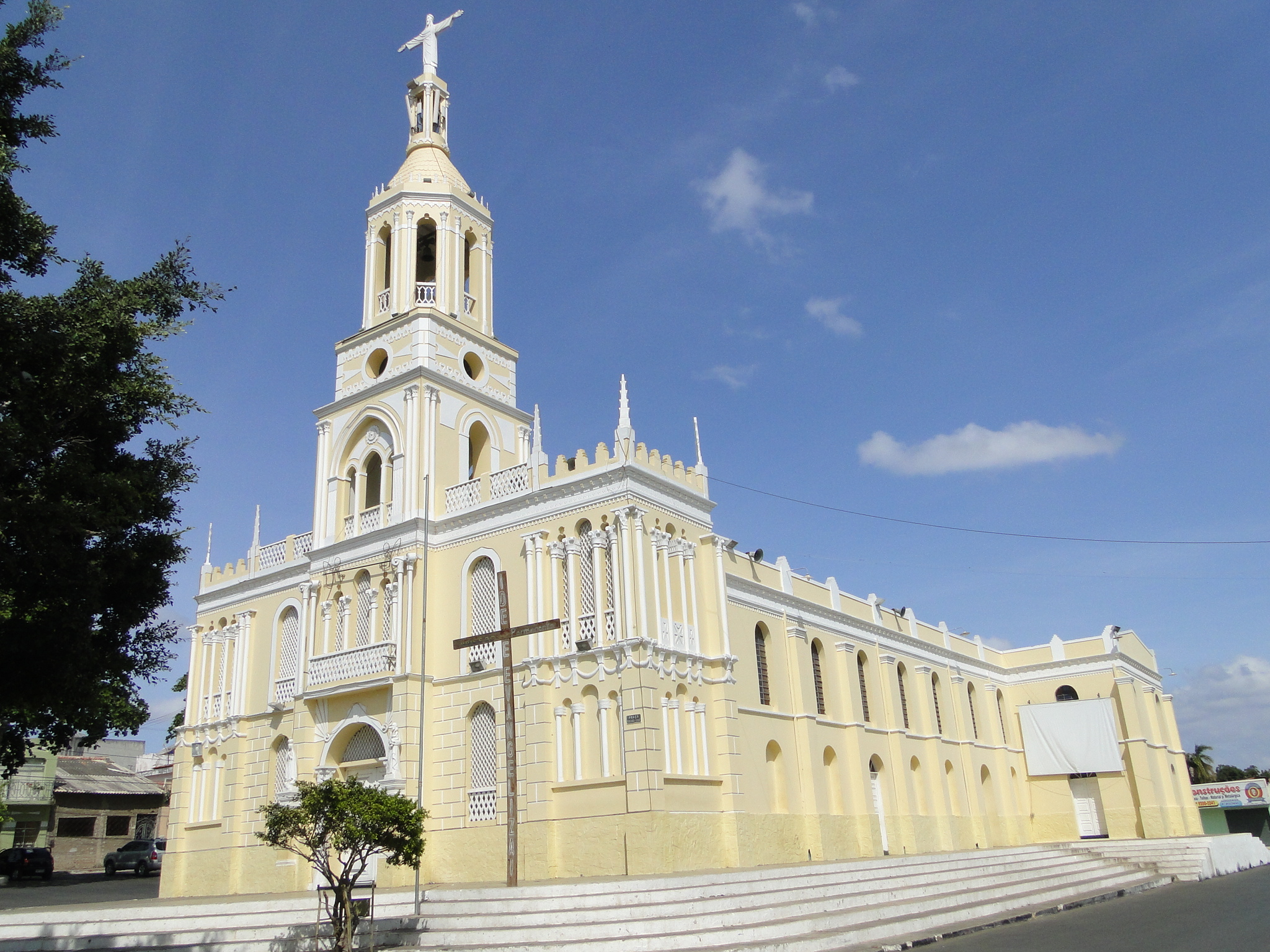
Igreja Matriz de Tianguá

## Vigário de Tianguá
Monsenhor Aguiar muito contribuiu com seus conhecimentos políticos e religiosos para o desenvolvimento de Tianguá. Como vigário, reformou e ampliou a Igreja Matriz de Tianguá (modelo atual), construiu a capela de São Francisco, conseguiu trazer a luz elétrica ao município, em 1941, ajudou a construir o convento na década de 40 e a ladeira de Tianguá, o que trouxe para este município e toda a Serra da Ibiapaba grande desenvolvimento, pois com a estrada transitável por automóveis, as distâncias entre Ceará e Piauí ficaram bem menores. 

## Reconhecimento
Todo o empenho e dedicação de Monsenhor Aguiar para o desenvolvimento de Tianguá e região são reconhecidos por seus munícipes e autoridades políticas e eclesiásticas. Escolas, ruas, bairros e instituições da cidade levam seu nome.